# Ing. Leopold Helbich-brug

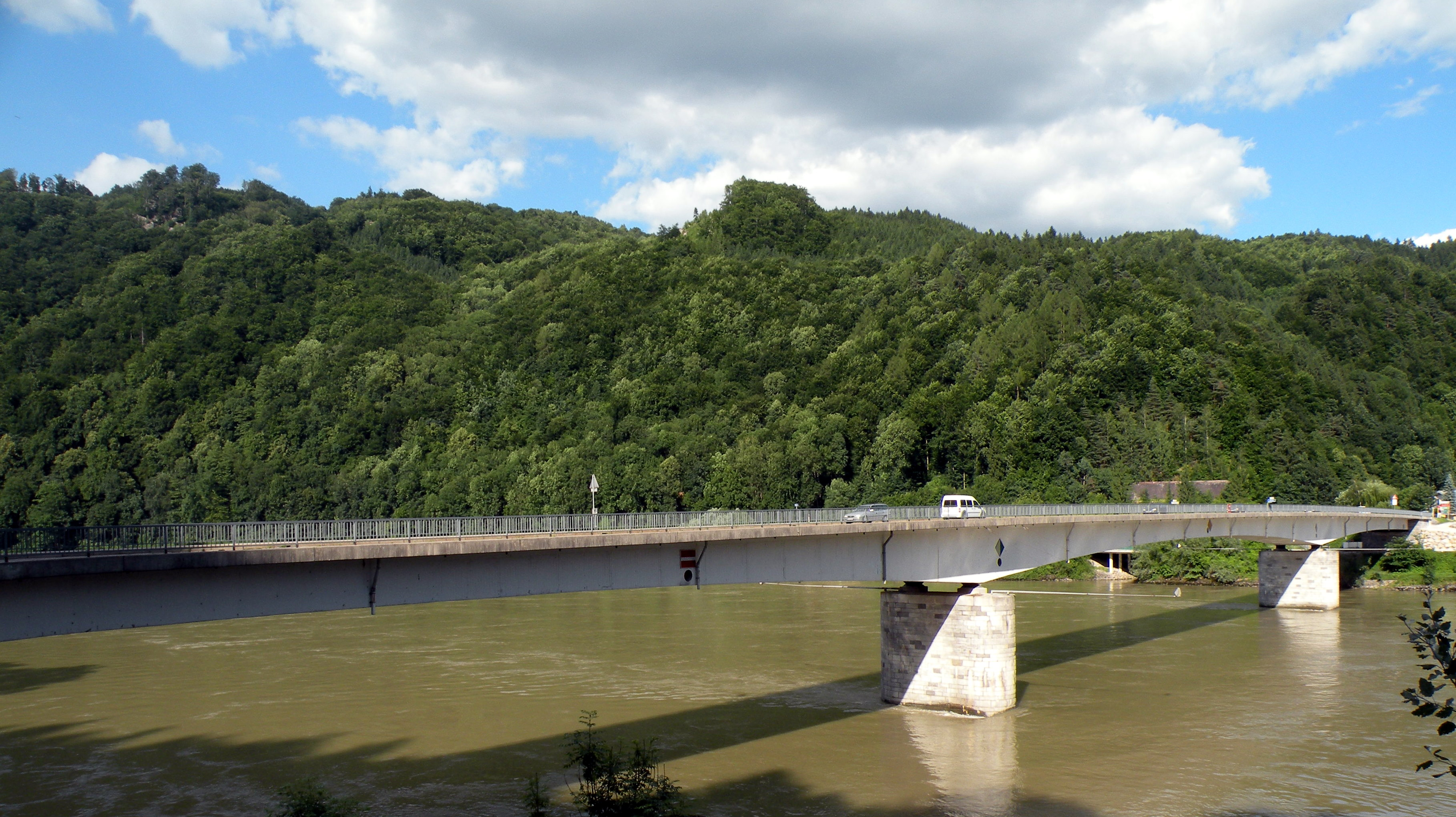
Ing. Leopold Helbich-brug

De Ing. Leopold Helbich-brug over de Donau verbindt de Oostenrijkse deelstaten Opper-Oostenrijk en Neder-Oostenrijk 2 km stroomopwaarts van Grein.
Zij bevindt zich op kilometer 2080.82 van de Donau, de linkeroever ligt in de gemeente Grein, de rechteroever in de gemeente Ardagger.
Oorspronkelijk heette de brug Donaubrücke Grein, maar zij werd in 2006 hernoemd naar industrieel en politicus Leopold Helbich. Zij was de eerste brug in voorgespannen beton in Oostenrijk en werd op 24 september 1967 geopend.
In 2000 werd een daggemiddelde van 4202 voertuigen geteld.
De scheepvaart beschikt over een doorvaartbreedte van 99,7 m en een doorvaarthoogte van 8,59 m.